# Stazione di Montignoso
La stazione di Montignoso è una fermata ferroviaria dismessa posta alla progressiva 137+116 lungo la Genova-Pisa, nel comune di Montignoso.

## Storia
L'impianto venne inaugurato il 16 maggio 1916 sotto la gestione dell'amministrazione autonoma delle Ferrovie dello Stato, era protetta da segnali ad ala semaforica di seconda categoria distanti circa 1 km da entrambi i lati La Spezia e Pisa dall'asse del fabbricato viaggiatori; era abilitata al servizio viaggiatori, bagagli e cani, in servizio interno.
Nel 1939 la fermata assunse la denominazione di "Apuania Montignoso"; nel 1949 ridivenne "Montignoso".
A causa dello scarso movimento di passeggeri allora registrato, la fermata fu soppressa dalle Ferrovie dello Stato, che la esercivano, alla fine del 1990 con il cambio d'orario estivo/invernale.

## Strutture e impianti
Configurato come semplice fermata in piena linea, l'impianto disponeva del tipico fabbricato e di soli due binari per il servizio viaggiatori; il binario 1 serviva i treni pari (direzione La Spezia) e il 2 quelli dispari (direzione Pisa).